# HIV
HIV (z angl. Human Immunodeficiency Virus, virus lidské imunitní nedostatečnosti) je obalený RNA virus z rodu lentivirus, náležící do čeledi retroviridae. Retroviridae jsou skupinou virů, které mají schopnost vytvořit podle své RNA molekulu DNA a tu vložit do genomu hostitelské buňky. Může způsobovat nemoc AIDS (z angl. Acquired Immune Deficiency Syndrome, též Acquired Immunodeficiency Syndrome) čili syndrom získané imunitní nedostatečnosti, též syndrom získaného selhání imunity.

## Popis viru
Částice HIV sestávají ze dvou molekul pozitivní jednořetězcové RNA (+ssRNA), enzymu reverzní transkriptázy (je zodpovědný za přepis RNA do DNA), enzymu integrázy (zodpovídá za začlenění nově vzniklé DNA do DNA buňky), kapsidy a membrány z dříve infikované buňky obohacené o glykoproteiny gp120 a gp41, sloužící k identifikaci vhodné buňky a usnadnění průniku do ní.

## Způsoby přenosu a prevence
HIV se přenáší především krví, některými sexuálními aktivitami (zejména nechráněným pohlavním stykem) a z matky na dítě. Běžný kontakt s nakaženou osobou nepředstavuje žádné riziko. Virus je obsažen v tělních tekutinách nakažené osoby. Kontaktem tělní tekutiny obsahující virus se sliznicí nebo otevřenou ranou může dojít k přenosu. Mezi nejrizikovější tělní tekutiny patří:
1. krev včetně krve menstruační a některých krevních derivátů (představuje největší riziko),
2. sperma,
3. poševní sekret.

Virus se v nebezpečných koncentracích nachází i v mozkomíšní tekutině a mateřském mléku, může se vyskytovat v preejakulační tekutině. V nízkých koncentracích byl nalezen i ve slinách, slzách a moči – koncentrace je zde však natolik nízká, že nepředstavuje reálné riziko nákazy. Riziko však významně stoupá, pokud jsou tyto tekutiny smíšeny kvůli zranění s krví. V potu virus nalezen nebyl.
Vědomý přenos viru na druhé osoby bez jejich vědomí je ve většině zemí trestným činem. V Česku je postihován jako těžké ublížení na zdraví a šíření nakažlivé lidské nemoci.

### Přenos krví
Krev je z hlediska přenosu nejnebezpečnější tekutinou. Rizikové jsou zejména použité injekční jehly, ať už sdílené mezi narkomany, nebo opakovaně používané v zemích se zaostalým zdravotnictvím. Důsledné používání jednorázových jehel je z hlediska prevence nutností. Přenos krevní transfúzí je dnes díky testování krve vzácný, stále k němu však občas dochází. Riziko představují i orgánové transplantace. Velkému riziku je vystaven zdravotnický personál manipulující s krví.
Hmyzí kousnutí riziko přenosu nepředstavuje.

### Sexuální přenos
Sexuální přenos byl zaznamenán z ženy na muže, muže na ženu, muže na muže i ženy na ženu. K přenosu může docházet při análním, vaginálním i orálním styku, případně jakékoliv jiné praktice, během které dochází ke styku sliznic se sexuálními sekrety či krví. Anální styk je významně nebezpečnější než vaginální, orální styk je nebezpečný nejméně. Vaginální styk představuje vyšší riziko přenosu z muže na ženu než naopak (žena je vystavena většímu množství tekutin partnera než muž, sperma obsahuje vyšší koncentrace viru než vaginální sekret, žena je tekutinám vystavena déle a větší plochou sliznice).[zdroj?] I v případě análního styku je většímu riziku vystaven příjemce.
Pravděpodobnost přenosu HIV infekce při jednotlivém nechráněném sexuálním styku záleží na řadě faktorů, jako je druh styku, aktuální množství viru v nakaženém partnerovi, současná nákaza další pohlavní chorobou (zvyšuje riziko přenosu) atd. Pohlavní styk během menstruace je vzhledem k přítomnosti krve rizikovější. Zatímco při vaginálním styku je pravděpodobnost přenosu z muže na ženu jedna ku několika stům až tisícům[zdroj?], v případě análního styku může být až jedna ku několika málo desítkám.[zdroj?]
Líbání rizikové není za předpokladu, že ústa nejsou poraněná.
Riziko nákazy zvyšuje časté střídání partnerů. Možnost nakažení významně snižuje užívání kondomu. Waller a Davis ve své metaanalýze z roku 2003 ukázali, že podle dostupných údajů užívání kondomu snižuje ve srovnání s nepoužíváním kondomu dlouhodobé riziko sérokonverze o 80 %; autoři dodávají, že použité prameny nehodnotily správnost použití kondomů.. Ostatní formy antikoncepce (např. hormonální) při styku ochranu před nákazou neposkytují. Po nechráněném styku s neznámým partnerem, avšak v dostatečném časovém odstupu nutném pro správnou diagnózu, je vhodné u lékaře podstoupit krevní testy na přítomnost protilátek. Nákaze tak již samozřejmě nelze zabránit, ale lze zabránit nákaze dalších partnerů a včasnou léčbou zlepšit prognózu nemoci.
Podle Centra pro kontrolu a prevenci nemocí ve Spojených státech se riziko přenosu HIV liší na základě druhu sexuálního styku, kterému se jedinec vystaví, to se nazývá tzv. sexuální expozice. Riziko podle CDC na 10 000 různých expozic je uvedeno níž v tabulce.

Animace zobrazující replikaci HIV

| Druh expozice            | Pravděpodobnost rizika | Pravděpodobnost rizika |
| ------------------------ | ---------------------- | ---------------------- |
| Druh expozice            | Aktivní                | Pasivní                |
| Anální styk              | 0,11 %                 | 1,38 %                 |
| Penilně-vaginální styk   | 0,04 %                 | 0,08 %                 |
| Orálně-genitální styk    | ~0,1 %                 | ~0,1 %                 |
| Sdílení injekčních jehel | 0,63 %                 | 0,63 %                 |

### Přenos z matky na dítě
K přenosu HIV z matky na dítě může dojít jak během vlastního těhotenství, tak během porodu. K přenosu tak dochází v 15–30 % případů. Vhodnou antivirovou léčbou během těhotenství a porodem císařským řezem lze riziko významně snížit (1 %). Další riziko přenosu představuje kojení, kterého by se HIV pozitivní matky, mají-li možnost, měly vyvarovat.

### Statistika HIV/AIDS v Česku

Rozšíření nákazy HIV ve světě (podíl HIV pozitivních jedinců v dospělé populaci)
<0,1 %
0,1–0,5 %
0,5–1 %
1–5 %
5–15 %
15–50 %
bez údajů

V ČR tvoří nakažené HIV z 67 % lidé české národnosti a 33 % cizinci (krátkodobý pobyt) a rezidenti (dlouhodobý pobyt). Mezi nakaženými převažují muži (přes 82 %). Stále převažuje homosexuální/bisexuální přenos (zhruba 70 % případů). Státní zdravotní ústav evidoval k listopadu 2012 1875 nakažených virem HIV, z toho 364 onemocnění AIDS a z toho 186 zemřelých.
V roce 2016 uveřejnila Národní referenční laboratoř pro HIV/AIDS Státního zdravotního ústavu statistiky za 1. čtvrtletí roku 2016, kdy přibylo 95 pacientů s HIV, z toho 90 mužů a 5 žen. Mužů, kteří měli sex s muži, se nakazilo 72 %, heterosexuální přenos byl u 14 % případů. V ČR tak evidujeme 2715 nakažených virem HIV, 467 s rozvinutou chorobou AIDS a 241 zemřelých pacientů na HIV/AIDS. Za rok 2016 podle laboratoře přibylo 262 nově diagnostikovaných mužů a 24 žen. K přenosu došlo sexuální cestou z 92,3 % případů, přičemž asi 75 % nových nákaz se týkalo mužů, kteří mají sex s muži. Celkově je tak od roku 1985 v Česku 2906 případů HIV, 2484 mužů a 422 žen, u 500 se rozvinulo AIDS a 361 jich zemřelo.

### Vymýcení HIV
V roce 2025 bylo díky pokrokům v prevenci a nálezu očkovací látky lenakapavir díky americkému programu PEPFAR možné, že HIV bude do 5 let vymýcen. S nástupem druhého období amerického prezidenta Donalda Trumpa však došlo k seškrtání programu DEI (Diverzita, rovnost, inkluze), což zřejmě celosvětově způsobí nárůst onemocnění HIV a zaměření pouze na léčbu a nikoliv prevenci a eradikaci.

## Chování viru v organismu
Virus v organismu napadá primárně CD4+ buňky, což je typ T-lymfocytů odpovídajících za řízení imunitní odpovědi. Inkorporuje se do jejich jádra a čas od času se namnoží, obvykle v případě, kdy je organismus nějak oslaben, a infikuje další buňky. Imunitní systém napadeného zpočátku reaguje na každou větší produkci částic tvorbou velkého množství protilátek, takže infekce zpočátku připomíná zákopovou válku, kdy virus občas udělá krůček vpřed a zase se chvíli nic neděje. A další krok. Jeho postup je pomalý, ale nezadržitelný.
Posléze dochází k tomu, že odpověď imunitního systému na podnět (infekci, zhoubné bujení) je vzhledem ke klesajícímu počtu CD4+ buněk stále váhavější – přichází opožděně (infekce má čas se rozvinout, nádorek rozrůst) a trvá zbytečně dlouho (je opožděně vypínána, což značně vyčerpává organismus). Posléze se potíže akumulují, špatně fungující systém se nejdříve přetíží a nakonec zhroutí. V posledních fázích je tento proces podpořen extrémním vyčerpáním organismu, který musí vyvinout nezměrné úsilí na zvládnutí i té sebemenší infekce. U nemocného propuká AIDS a virus se začíná masivně šířit organismem. Nyní již napadá další buňky – makrofágy, nervové buňky a další.

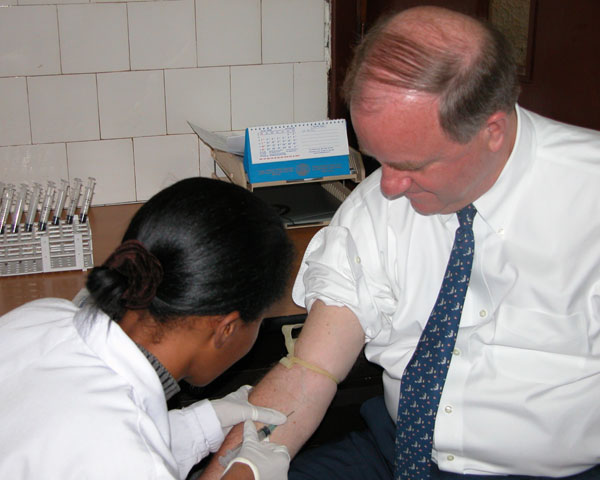
Odběr krve na test HIV

## Testy HIV
Testování přítomnosti HIV je laboratorní proces, během kterého je analyzována krev jedince na protilátky proti HIV. Je složen z odběru krve pomocí injekční stříkačky a laboratorního rozboru. V současnosti se testují i metody, které by dokázaly virus lokalizovat bez nutnosti odběru lidské krve.

## Původ viru
Stáří nejstarších lentivirů se odhaduje na 60 milionů let. Viry HIV-1 a HIV-2 se vyvinuly z lentivirů napadajících různé primáty v západní a centrální Africe a na člověka se přenesly někdy na počátku 20. století jako klasické zoonózy.

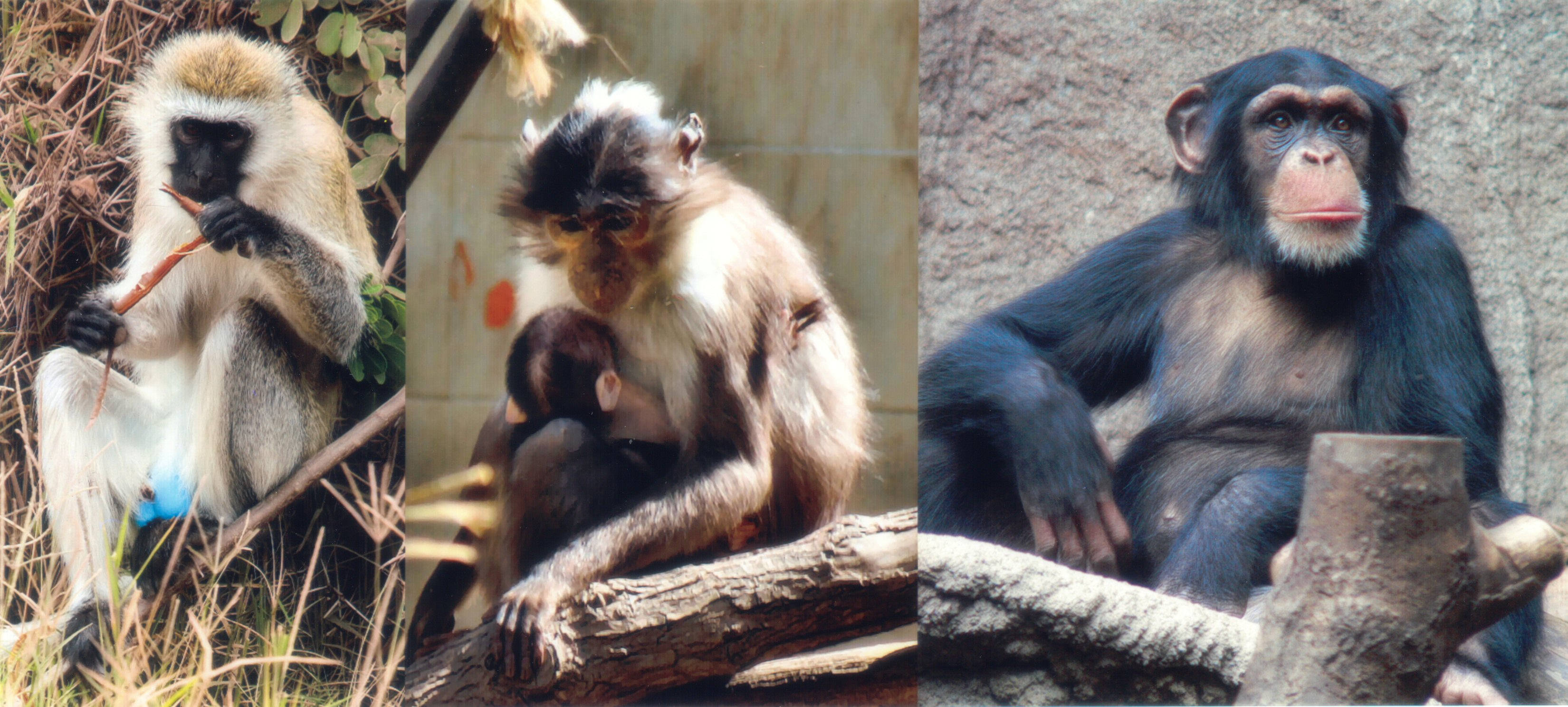
Zleva: kočkodan zelený (zdroj SIV), mangabej kouřový (zdroj HIV-2) a šimpanz (zdroj HIV-1)

HIV-1 se pravděpodobně vyvinul v jižním Kamerunu evolucí viru opičí imunitní nedostatečnosti – Simian Immunodeficiency Virus, SIV (cpz), který napadá šimpanze čego (Pan troglodytes troglodytes). HIV-2 má mírně odlišný původ a jeho nejbližším příbuzným je SIV (smm), jehož hostitelem je mangabej kouřový (Cercocebus atys atys), jiná úzkonosá opice vyskytující se na pobřeží západní Afriky (od jižního Senegalu po západní část Pobřeží slonoviny). Oproti tomu ploskonosé opice, jako např. mirikina (Aotus), jsou vůči HIV pravděpodobně imunní. HIV-1 přeskočil druhovou bariéru z šimpanze na člověka asi (minimálně) třikrát, čímž také vznikly tři virové skupiny HIV-1: M, N a O.
Afričtí lovci a prodejci zvěřiny v Africe se mohou snadno nakazit opičím SIV a často se to pravděpodobně i stává. SIV je v lidském těle slabý a imunitní systém ho během několika týdnů zcela potlačí. Aby se vyvinul do HIV, pravděpodobně muselo proběhnout několik přenosů mezi jedinci v rychlém sledu za sebou. Přitom přenos tohoto viru z člověka na člověka je poměrně neefektivní, takže se mohl šířit jen v populacích, kde jsou rozšířeny vysokorizikové cesty přenosu (jež byly v Africe před začátkem 20. století spíše vzácné).
Která konkrétní vysokoriziková cesta přenosu viru hrála roli ve vzniku HIV-1 a rozšíření do lidské populace, záleží na období, kdy vlastně k prvotnímu přenosu mezi zvířetem a člověkem došlo. Genetické studie naznačují, že HIV-1 skupiny M se datuje někdy do roku 1910. V takovém případě by mohla epidemie HIV souviset s rozvojem kolonialismu a vznikem velkých afrických měst, v nichž se šířila promiskuita, prostituce a s tím související vředovitá onemocnění, jako je syfilis. Riziko přenosu HIV vaginálním sexuálním stykem totiž prudce stoupá, když jeden z partnerů trpí vředovitým onemocněním v oblasti pohlavních orgánů. Přitom se udává, že např. ve východním Leopoldville v roce 1928 bylo 45 % ženských obyvatel prostitutkami a 15 % obyvatel trpělo jednou z forem syfilis. Podle odlišné teorie souvisí rozšíření HIV s lékařskými iniciativami v Africe po druhé světové válce (očkovací kampaně, podávání antibiotik a protimalarická kampaň), při nichž byly opakovaně používány nesterilní injekční stříkačky, a mohly tedy umožnit šíření viru.
Nejstarší dokumentovaný výskyt HIV pochází z Belgického Konga z roku 1959. Virus byl možná přítomen např. ve Spojených státech amerických už od poloviny 50. let 20. století a šestnáctiletý pacient se symptomy nemoci byl diagnostikován poprvé v roce 1966 a podlehl jí v roce 1969. Dosud nebyl prokazatelně zjištěn původ viru.

### Konspirační teorie
Jelikož onemocnění HIV se objevilo poměrně rychle a znenadání, objevila se celá řada spekulací, které se snažily rychlý nástup nemoci vysvětlit lidskou činností respektive jako výsledek armádních pokusů a stal se i nástrojem souboje hlavních mocností 20. století. Například Pavel Alexandrovič Jefremov se od roku 1978 v moskevském ústředí KGB podílel na vymýšlení různých dezinformací – vytvořil např. fámu, že virus HIV byl uměle vytvořen v americké vojenské laboratoři. O teoriích umělého původu HIV mluví mimo jiné nositelka Nobelovy ceny míru Wangari Maathai. V současnosti jsou konspirační teorie o umělém původu viru většinou vědecké obce odmítány, jelikož v době prvních zdokumentovaných případů výskytu HIV nebyla technologická vyspělost lidstva na takové úrovni, aby umožňovala složitou genovou manipulaci s virem a výrobu nového viru.

## HIV a společnost
1. prosinec byl vyhlášen Světovým dnem boje proti AIDS.